# Леадри (Лече)
Леадри (итал. Leadri) је насеље у Италији у округу Лече, региону Апулија.
Према процени из 2011. у насељу је живело 5 становника. Насеље се налази на надморској висини од 81 м.